# Bendigo International 2022 (Badminton)
Die Bendigo International 2022 im Badminton fanden vom 12. bis zum 16. Oktober 2022 in West Bendigo statt. Es war die erste Auflage der Turnierserie, nachdem die beiden zuvor geplanten Veranstaltungen der COVID-19-Pandemie in Australien zum Opfer fielen.

## Sieger und Platzierte
| Disziplin    | Gold                         | Silber                         | Bronze                             |
| ------------ | ---------------------------- | ------------------------------ | ---------------------------------- |
| Herreneinzel | Lin Chun-yi                  | Su Li-yang                     | Riki Takei                         |
| Herreneinzel | Lin Chun-yi                  | Su Li-yang                     | Yushi Tanaka                       |
| Dameneinzel  | Sung Shuo-yun                | Nguyễn Thùy Linh               | Shiori Saito                       |
| Dameneinzel  | Sung Shuo-yun                | Nguyễn Thùy Linh               | Manami Suizu                       |
| Herrendoppel | Chang Ko-chi Po Li-wei       | Lee Fang-chih Lee Fang-jen     | Kazuhiro Ichikawa Kohtaro Miyajima |
| Herrendoppel | Chang Ko-chi Po Li-wei       | Lee Fang-chih Lee Fang-jen     | Ryoma Muramoto Daiki Umayahara     |
| Damendoppel  | Lee Chia-hsin Teng Chun-hsun | Chang Ching-hui Yang Ching-tun | Minami Kawashima Natsu Saito       |
| Damendoppel  | Lee Chia-hsin Teng Chun-hsun | Chang Ching-hui Yang Ching-tun | Sung Shuo-yun Yu Chien-hui         |
| Mixed        | Chang Ko-chi Lee Chih-chen   | Sumiya Nihei Minami Asakura    | Kazuhiro Ichikawa Yui Suizu        |
| Mixed        | Chang Ko-chi Lee Chih-chen   | Sumiya Nihei Minami Asakura    | Ye Hong-wei Lee Chia-hsin          |